# Серхіо Родрігес
Серхіо Родрігес  (ісп. Sergio Rodríguez, 12 червня 1986, Санта-Крус-де-Тенерифе) — іспанський баскетболіст, олімпійський медаліст.

## Виступи на Олімпіадах
| Олімпіада   | Дисципліна | Місце |
| ----------- | ---------- | ----- |
| Лондон 2012 | баскетбол  | 2     |
| Ріо 2016    | баскетбол  | 3     |